# 打碗花
打碗花（学名：Calystegia hederacea）习称“旋花”，亦称“小旋花”、“常春藤打碗花”。分布在埃塞俄比亚、亚洲、马来亚以及中国大陆的全国各地等地，生长于海拔100米至3,500米的地区，多生长于农田、平原、荒地及路旁，目前尚未由人工引种栽培。

## 形态
一年生缠绕草本，无毛。叶互生具长柄，茎上部的叶三角状戟型，基部两侧有分裂；夏秋间开花，花单生于叶腋，两枚卵圆形苞片，紧贴花萼，长圆形宿存萼片，淡粉红色漏斗形花冠；蒴果。

## 用途
根状茎富含淀粉，可供使用、酿酒、制饴糖；花及根状茎可入药，花止痛，根状茎能调经活血、健脾益气；全草可作饲料。

## 别名
燕覆子（图考） 蒲（铺）地参、盘肠参（滇南本草） 兔耳草、富苗秧、傅斯劳草、兔儿苗、扶七秧子、扶秧、走丝牡丹（江苏） 面根藤、钩耳藤、喇叭花、狗耳苗（四川） 小旋花（江苏、陕西） 狗儿秧（陕西） 扶子苗、扶苗（山东） 旋花苦蔓（山西） 老母猪草（云南）